# Mohamed Shaaban
Mohamed Shaaban (tiếng Ả Rập: محمد شعبان) (sinh ngày 25 tháng 12 năm 1984 ở Ai Cập), là một tiền vệ tấn công bóng đá người Ai Cập hiện tại thi đấu cho (Giải bóng đá ngoại hạng Ai Cập) side (El Mokawloon) as well as the đội tuyển quốc gia Ai Cập.

## Danh hiệu

### Câu lạc bộ
Zamalek SC
- Giải bóng đá ngoại hạng Ai Cập: 2014-15